# The Peel Sessions (EP The Birthday Party)
The Peel Sessions – minialbum zespołu The Birthday Party, nagrany w studio BBC, 21 kwietnia 1981 na potrzeby audycji Johna Peela (zob. Peel Sessions).
Była to właściwie druga sesja dla BBC. Z nieznanych przyczyn, pierwsza z nich stała się dopiero dostępna wraz ze wszystkimi czterema sesjami, na kompilacji The John Peel Sessions.
Płyta została wydana nakładem wytwórni Strange Fruit.

## Lista utworów
1. "Release the Bats" (Cave, Howard)
2. "Rowland Around in That Stuff" (Howard)
3. "Pleasure Heads" (Cave)
4. "Loose" (Stooges)